# メタモルバース
メタモルバースは、タカラトミーとコトブキヤの協業企画により展開するハイターゲット向け商品である。

## 概要
「T-SPARK」の一レーベルで、1/10スケールキャラクター可動プラキットシリーズとして発売予定。商品紹介は斬山碧がVtuberとなりT-SPARK公式チャンネルで行う。コトブキヤとの協業企画であるためフレームアームズ・ガールズをはじめとするコトブキヤ製品とも互換性がある。

## ストーリー
斬山碧は、部類のゾイドをはじめとするロボット玩具が大好きな隠れオタクで幼いころからみんなが楽しめる玩具を作るという夢を抱いていたが、志望していた玩具メーカーには入れず、別の企業に就職するも夢をあきらめきれない彼女は現在の玩具メーカーに転職するも引っ込み思案の性格からか企画・開発部でなく総務部へ配属となる。その転職先で幼馴染の財部真問と再会し、真問は落ち込む碧の為にVRゲーム「メタモルバース」を紹介する。メタモルバースとはなりたい自分になれるという自由なメタ空間で容姿の他、アニメや玩具IPなどのコラボイベントが多数実装され、NPCも多数存在し、相棒のようにサポートするデフォルメロボ、メカのバディアーマーも多数存在している。アバターは通常の素体であるプリティアーマーモード、バディアーマーと合体するファボアーマーモード、さらにファボアーマーは覚醒状態がある。碧はなかなか行動できずにいたがちょうどゾイドとのコラボが実装されるということもあり、自分を変えるため徐々にのめりこむ。

## キャラクター
斬山碧（きりやま あお）
部類のロボ玩具オタ。引っ込み思案な性格で自己アピールは苦手。メタモルバースと出会い、自分を変えようと努力する。プリティアーマーモード時は金髪、ツインテールの容姿をしている。バディアーマーはブレードライガー。ファボアーマー時はブレードライガーのブレードであるトンファー状のレーザーブレードと腰部のリボン状のミニレーザーブレードを用いた格闘戦を行う。覚醒時はブレードライガーの頭部はヘルメットのように覆いかぶさる。